# Smile
«Smile» (с англ. — «Улыбка») — британская рок-группа, известная как предшественница рок-группы Queen. В её состав входили гитарист Брайан Мэй, вокалист и басист Тим Стаффел и барабанщик Роджер Тейлор.

## История
Сформирована Брайаном Мэем и Тимом Стаффелом в октябре 1968 года. Поиском ударника для группы занялся Мэй. Он повесил объявление на доске объявлений своего учебного заведения, а учился он в лондонском «Империал колледже». В объявлении говорилось о том, что группе требуется барабанщик для игры в стиле Митча Митчелла и Джинджера Бейкера (барабанщики Джимми Хендрикса и группы «Cream» соответственно). На прослушивание пришёл студент-дантист Роджер Тейлор, который произвёл впечатление на Мэя точностью настройки барабанов, и стал ударником группы. Кроме Мэя, Стаффела и Тейлора в первоначальный состав вошли Майк Гроуз (бас), Крис Смит, Джон Харрис и Фил (клавишные).
В феврале 1969 года Харрис и Смит покинули группу, а 27 февраля Smile (без Гроуза) сыграли на благотворительном концерте. Это выступление было упомянуто в газете «The Times», что стало одним из достижений группы. Но всё же главным достижением «Smile» стало выступление на разогреве у Pink Floyd.
Из-за напряжённой учёбы, появления интереса к американской музыке и отсутствия какого бы то ни было менеджмента, весной 1970 года Тим Стаффел покинул группу. На смену ему пришёл Фредди Меркьюри, а постоянным басистом остался Майк Гроуз. В июне 1970 года группа сменила название на Queen.
В 2018 году Стаффел снова воссоединился с Мэем и Тейлором для перезаписи песни «Doing All Right» в студии Abbey Road. Этот релиз использовался в фильме-байопике о группе Queen «Богемская рапсодия».

## Песни
Эти песни официально подтверждены как часть репертуара группы "Smile" гитаристом группы, как вживую, так и в их студийной работе.
- Earth (Стаффел)
- Step on Me (Стаффел/Мэй) — изначально создана в группе Брайана Мэя и Стаффела "1984".
- Doin' Alright (Стаффел/Мэй)
- Blag (Мэй)
- Polar Bear (Мэй)
- Silver Salmon (Стаффел)
- See What a Fool I've Been (Мэй, по мотиву композиции "That's How I Feel" от Сонни Терри и Брауна МакГи)
- April Lady (Лукас) — песня, представленная лейблу "Mercury Records" во время их второй студийной сессии.
- White Queen (As It Began) (Мэй)

## Дискография
1. Doin' Alright (Альбом вышел в июне 1969)
2. Gettin Smile (Альбом вышел 23 сентября 1982 года только в Японии
3. Ghost Of A Smile (Альбом вышел в 1997 году только в Голландии).